# Magnus Rosén
Klas Magnus Rosén (Göteborg, 1963) is een Zweedse muzikant en is bekend als bassist van de Zweedse band HammerFall, van 1997 tot 2007.
Magnus Rosén begon met basgitaar spelen toen hij 15 jaar oud was. Na 13 jaar gespeeld te hebben voegde hij zich bij de band Kung Sune. Na de wereldtournee ging hij naar Los Angeles, waar hij speelde met onder andere The Billionaires Boys Club, waar zijn toekomstige mede-bandlid Anders Johansson drummer was. hij voegde zich bij de Zweedse Powermetalband HammerFall in 1997, samen met Anders. Magnus is ook een getalenteerde jazz bassist, met 2 solo-albums op zijn naam. Hij ging weg bij HammerFall in 2007 om voor zichzelf verder te gaan als solo-artiest.

## Discografie

### Hammerfall
- Legacy of Kings (1998)
- Heeding the Call (1998)
- I Want Out (1999)
- The First Crusade (1999)
- Renegade (2000)
- Always Will Be (2001)
- The Templar Renegade Crusades (2002)
- Hearts on Fire (2002)
- Crimson Thunder (2002)
- One Crimson Night (2004)
- Blood Bound (2005)
- Chapter V: Unbent, Unbowed, Unbroken (2005)
- Threshold (2006)

### Solo
- Imagine a Place (2001)
- Reminiscence (2002)
- Empty Room (2003)
- Set Me Free  (2007) -

### Overige
- Shame - Shame (1980)
- Kung Sune - Sunes bar och grill (1982)
- Von Rosen - Like a Dream (1987)
- Von Rosen - Someone Like You (1988)
- Billionaires Boys Club - Something Wicked Comes (1993)
- Keegan - Mind No Mind (1995)
- Jørn Lande - Out to Every Nation (2004)
- X-World/5 - New Universal Order (2008)